# Barbara Haręźlak
Barbara Haręźlak (ur. 1982) – polska judoczka.
Była zawodniczka klubów: KS Gwardia Bielsko-Biała (1994-2002), KS AZS AWFiS Gdańsk (2003-2005). Brązowa medalistka mistrzostw Polski seniorek 2001 w kategorii do 57 kg. Ponadto m.in. mistrzyni Polski juniorek 2001.